# 弗拉迪米爾·弗拉迪米羅維奇·卡拉-穆爾扎
弗拉基米尔·弗拉基米罗维奇·卡拉-穆尔扎（羅馬化：Vladimir Vladimirovich Kara-Murza；1981年9月7日—），英籍俄羅斯裔政治活动家、记者、作家、电影制片人和前政治犯。遭普京政權暗殺反對派人士鲍里斯·涅姆佐夫之门生、政治組織開放俄羅斯副主席。该组织是由俄罗斯商人、前寡头米哈伊尔·霍多尔科夫斯基创立，致力于促进俄罗斯的公民社会和民主。2012年，卡拉-穆爾扎当选为俄罗斯反对派协调委员会委员，并在2015至2016年間擔任人民自由党副领导人。执导了《他们选择了自由》和《涅姆佐夫》两部纪录片。自2001年起担任拉烏爾·瓦倫伯格人權中心高级研究员。于2018年荣获公民勇气奖。
2022年4月，卡拉-穆尔扎因“违抗警察命令”被捕，被控“抹黑”军队控后，他的逮捕期限被延长。同年10月，當局又对他提出了叛国罪的新指控。国际特赦组织和其他组织称，这些指控是出于政治动机，只因为他反对俄羅斯入侵烏克蘭。2022年10月，卡拉-穆尔扎被授予哈维尔人权奖。
2023年4月，他被判处25年监禁。2024年，他因在狱中撰写专栏文章而获得了普利策评论奖。2024年8月1日，卡拉-穆尔扎于作为國際囚犯交換行動的一部分被释放。